# Rivière Kekek
Pour les articles homonymes, voir Kekek.
La rivière Kekek est un affluent de la rivière Mégiscane, coulant le territoire de la ville de Senneterre, dans la municipalité régionale de comté (MRC) de La Vallée-de-l'Or, dans la région administrative de l’Abitibi-Témiscamingue, au Québec, au Canada.
La rivière Kekek est situé au nord de la zec Festubert et au sud-est du réservoir Gouin.
La rivière Kekek coule entièrement en territoire forestier. La foresterie constitue la principale activité économique de ce bassin versant ; les activités récréotouristiques, en second. La surface de la rivière est habituellement gelée de la mi-décembre à la mi-avril.

## Géographie

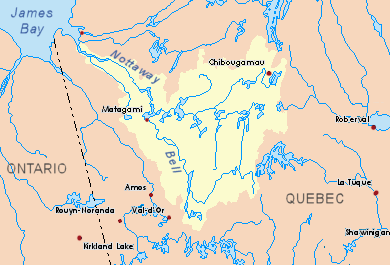
Bassin versant de la rivière Nottaway.

La rivière Kekek prend sa source au lac Mokoman (altitude : 485 m). Ce lac de tête est situé à l'est de la ligne de partage des eaux avec la tête du bassin versant de la rivière Chochocouane et au nord-ouest de la ligne de partage des eaux avec lac de la tête du bassin de la rivière Gordon et à l'ouest de la ligne de partage des eaux avec le bassin de la rivière Esperey.
La décharge du lac de tête est situé au sud-est de la confluence de la rivière Kekek avec la rivière Mégiscane, à l'est du centre-ville de Senneterre.
Les principaux bassins versants voisins de la rivière Kekek sont :
- côté nord : rivière Mégiscane ;
- côté est : ruisseau Hudson, lac Lacoursière, rivière Suzie ;
- côté sud : rivière Esperey, rivière Festubert ;
- côté ouest : rivière Trévet, lac Trévet, rivière Chochocouane.

À partir du lac Mokoman la rivière Kekek coule sur environ 75 km selon les segments suivants :
- vers le nord-est en traversant jusqu’à sa décharge un lac non identifié (altitude : 482 m) ;
- vers le nord-est, jusqu’à la décharge (venant du sud) d’un petit lac ;
- vers le nord-est jusqu’à la décharge (venant de l’est) d’un ensemble de lacs ;
- vers le nord, jusqu’à la décharge (venant de l'ouest) d’un ensemble de lacs ;
- vers le nord, jusqu’à la décharge (venant de l'est de deux lacs ;
- vers le nord-est en serpentant jusqu’au chemin de fer du Canadien National ;
- vers le nord-est jusqu’à la décharge d’un ensemble de lacs dont les lacs Baudin et Gasparri ;
- vers le nord-est jusqu’à la décharge d’un ensemble de lacs dont les lacs Doré et Renault ;
- vers le nord jusqu’à la confluence de la rivière Trévet ;
- vers le nord jusqu’à un coude de la rivière ;
- vers le sud-est jusqu’à un coude de la rivière où se déverse la décharge (venant du sud) d’un ensemble de lacs ;
- vers le nord, jusqu'à la confluence de la rivière[2].

La rivière Kekek se décharge sur la rive sud d’un lac (altitude : 390 m formé par un coude de la rivière Mégiscane. Cette dernière coule vers l'ouest en formant de grands zigzags et est un affluent de la rive est du lac Parent. Ce dernier lac est se déverse dans la rivière Bell, un affluent du lac Matagami. Ce dernier lac se déverse à son tour dans la rivière Nottaway, un affluent de la rive sud-est de la Baie James.
Cette confluence de la rivière Kekek avec la rivière Mégiscane est située au nord-ouest du centre de Parent, à l'ouest du réservoir Gouin et au sud du lac Pascagama.

## Toponymie
Le mot kekek est d’origine algonquin. Sa graphie comportant trois lettres k formant un palindrome ressemble par sa prononciation au nom de la province de Québec. Cette désignation a été indiquée dans ses d’exploration géographique de 1906 par Eugène Rouillard sous la forme Kekeksipi, de Kekek, épervier et sipi, rivière.
Le toponyme rivière Kekek a été officialisé le 5 décembre 1968 à la Commission de toponymie du Québec.